# Taisuke Konno
Taisuke Konno (japanisch 今野 太祐 Konno Taisuke; * 18. Dezember 1992 in der Präfektur Tokio) ist ein ehemaliger japanischer Fußballspieler.

## Karriere
Konno erlernte das Fußballspielen in der Schulmannschaft der Kanto Daiichi High School und der Universitätsmannschaft der Tokyo International University. Seinen ersten Vertrag unterschrieb er 2015 beim FC Ryūkyū. Der Verein spielte in der dritthöchsten Liga des Landes, der J3 League. Für den Verein absolvierte er 40 Ligaspiele. Ende 2017 beendete er seine Karriere als Fußballspieler.